# Classe Tsaplya
Le unità appartenenti alla classe Tsaplya (progetto 1206.1 Murena secondo la classificazione russa) sono navi da sbarco costruite per la Guardia di Frontiera Federale.
La classificazione russa è Desantny Kater (DK), ovvero nave da sbarco.

## Sviluppo
Gli Tsaplya sono una delle tantissime classi di hovercraft in cui i sovietici hanno investito ingenti risorse e aspettative.
La realizzazione di questi mezzi è avvenuta nel periodo 1982-1988, presso i cantieri navali di Feodosija e Chabarovsk. Per quanto esse fossero presumibilmente destinate alle LPD classe Ivan Rogov, per sostituire i classe Lebed, non pare che questo abbia avuto luogo, se non altro per il numero limitato (sembra cinque), che ne venne complessivamente costruito.
Non è chiaro se esse siano state viste solo come un sistema ridondante rispetto ai mezzi già costruiti, oppure abbiano avuto qualche problema di sviluppo, ma resta il fatto che ne è stato costruito un numero limitato.

## Tecnica
Gli Tsaplya hanno una conformazione per certi versi migliore dei Lebed, trasportano carichi simili a velocità maggiori, ed hanno armi difensive di un certo rilievo (nonostante le dimensioni). Comunque, dal punto di vista strettamente tecnico, si tratta di una versione allungata del precedente modello.

## Il servizio
Attualmente sono utilizzati per svolgere compiti di sorveglianza del confine fluviale con la Cina, lungo i fiumi Amur ed Ussuri. Inoltre, vengono usati anche per trasportare uomini ed equipaggiamenti.